# Soungrougrou
Soungrougrou este un râu în Senegal. Este unul dintre afluenții râului Casamance.